# الصهريج الغربي
الصهريج الغربي(الطرابلة) قرية سورية تتبع اداريا لناحية اليعربية، منطقة المالكية، محافظة الحسكة، تأسست عام 1943م. يقطنها الطرابلة العليان من قبيلة شمر وهي قرية زراعية تعتمد على زراعة المحاصيل والماشية كما يربون الخيول العربية الأصيلة والجمال، فيها مدرسة ابتدائية ومسجد.